# Andy Smith
Andrew William Smith (Lisburn, 25 settembre 1980) è un ex calciatore nordirlandese, di ruolo attaccante.

## Carriera

### Club
Durante la sua carriera ha giocato con varie squadre di club, tra cui anche lo Sheffield United.

### Nazionale
Conta 18 presenze con la nazionale nordirlandese.

## Palmarès

### Club

#### Competizioni nazionali
- Campionato nordirlandese: 1

Glentoran: 2002-2003
- Irish Football League Cup: 1

Glentoran: 2002-2003